# Beauchamp (Familienname)
Beauchamp ist ein französischer und englischer Familienname.

## Namensträger
- Alphonse de Beauchamp (1767–1832), französischer Schriftsteller
- Andrew Beauchamp-Proctor (1894–1921), südafrikanischer Pilot
- Anne Beauchamp, Geburtsname von Anne Neville, 16. Countess of Warwick (1426–1492), englische Adlige
- Anne Beauchamp, 15. Countess of Warwick (1444–1449), englische Adlige
- Annie Beauchamp, australische Szenenbildnerin
- Bianca Beauchamp (* 1977), kanadisches Model
- Cari Beauchamp (1949–2023), US-amerikanische Autorin, Journalistin, Historikerin, Politikberaterin und Filmemacherin
- Charles E. Beauchamp (1908–1994), US-amerikanischer Generalmajor
- Clem Beauchamp (1898–1992), US-amerikanischer Schauspieler und Regieassistent
- Danny Beauchamp (* 1969), seychellischer Hochspringer
- Demetrius Beauchamp (* 1991), Fußballspieler für Amerikanisch-Samoa
- Emerson Beauchamp (1899–1971), US-amerikanischer Politiker
- Fleurette Beauchamp-Huppé (1907–2007), kanadische Pianistin, Musikpädagogin und Sängerin
- Geoffrey de Beauchamp († nach 1257), anglonormannischer Ritter
- George D. Beauchamp (1899–1941), US-amerikanischer Musiker, Erfinder und Unternehmer
- Glenn Beauchamp (* 1962), kanadischer Judoka
- Guy de Beauchamp, 10. Earl of Warwick († 1315), englischer Adliger
- Henry de Beauchamp, 1. Duke of Warwick (1425–1446), englischer Adeliger
- Hugh de Beauchamp (vor 1080–um 1118), anglonormannischer Adliger
- Isabella de Beauchamp († 1306), englische Adlige
- Jesse L. Beauchamp (* 1942), US-amerikanischer Chemiker
- Joan Beauchamp (1890–1964), englische Suffragette und Mitgründerin der Kommunistischen Partei Großbritanniens
- John de Beauchamp, 1. Baron Beauchamp de Warwick († 1360), englischer Adliger
- Johnny Beauchamp (1923–1981), US-amerikanischer Rennfahrer
- Jonny Beauchamp (* 1989), US-amerikanischer Schauspieler
- Kathleen Mansfield Beauchamp, Geburtsname von Katherine Mansfield (1888–1923), neuseeländisch-britische Schriftstellerin
- Kathleen Mary Beauchamp (Kay Beauchamp; 1899–1992), britische Politikerin
- Kay Beauchamp (1899–1992), englische Suffragette und Mitglied der Kommunistischen Partei Großbritanniens
- Lincoln T. Beauchamp (* 1949), US-amerikanischer Musiker, siehe Chicago Beau
- Margaret Beauchamp, Countess of Shrewsbury (1404–1467), englische Adlige
- Margaret Beauchamp, Duchess of Somerset (1405/1410–1482), englische Adlige
- MarJon Beauchamp (* 2000), US-amerikanischer Basketballspieler
- Michael Beauchamp (* 1981), australischer Fußballspieler
- Miles de Beauchamp († 1142/1153), anglonormannischer Adliger
- Paul Beauchamp (1924–2001), französischer Theologe
- Payn de Beauchamp († vor 1155), anglonormannischer Adliger
- Pierre Beauchamp (1631–1705), französischer Tänzer und Choreograf
- Pierre Joseph Beauchamp (1752–1801), französischer Astronom
- Richard Beauchamp, 13. Earl of Warwick (1382–1439), englischer Soldat und Diplomat
- Richard Beauchamp, 2. Baron Beauchamp of Powick (um 1435–1502/1503), englischer Adliger
- Richard Beauchamp (Bischof) († 1481), englischer Geistlicher, Bischof von Hereford und von Salisbury
- Richard Beauchamp (Wasserspringer) (1901–1975), US-amerikanischer Wasserspringer
- Simon de Beauchamp (Adliger, † um 1136) (Simon I de Beauchamp; † 1136/1137), anglonormannischer Adliger
- Simon de Beauchamp (Adliger, † um 1206) (Simon II de Beauchamp; um 1145–1206/1207), anglonormannischer Adliger
- Sylvain Beauchamp (* 1964), kanadisch-französischer Eishockeyspieler, -trainer und -funktionär
- Thomas de Beauchamp, 11. Earl of Warwick (1313/1314–1369), englischer Adliger und Heerführer
- Thomas de Beauchamp, 12. Earl of Warwick (1338/1339–1401), englischer Adliger
- Tom Beauchamp (1939–2025), US-amerikanischer Moralphilosoph
- William Beauchamp, 1. Baron Bergavenny (um 1343–1411), englischer Adliger
- William Beauchamp, 4. Baron St Amand († 1457), englischer Adliger
- William de Beauchamp (Adliger, † 1170) (1100/1110–1170), anglonormannischer Adliger
- William de Beauchamp (Adliger, † 1197) († 1197), anglonormannischer Adliger
- William de Beauchamp (Adliger, † 1260) (um 1185–1260), anglonormannischer Adliger, Richter und Beamter
- William de Beauchamp (Adliger, † 1269) († 1269), englischer Adliger
- William de Beauchamp, 9. Earl of Warwick (um 1238–1298), englischer Magnat